# Elizaveta Toleva
Elizaveta Toleva –en búlgaro, Елизавета Толева– (2 de abril de 1974) es una deportista búlgara que compitió en lucha libre. Ganó una medalla de bronce en el Campeonato Mundial de Lucha de 1994, en la categoría de 75 kg.

## Palmarés internacional
| Campeonato Mundial | Campeonato Mundial | Campeonato Mundial | Campeonato Mundial |
| Año                | Lugar              | Medalla            | Categoría          |
| ------------------ | ------------------ | ------------------ | ------------------ |
| 1994               | Sofía (Bulgaria)   | Medalla de bronce  | 75 kg              |